# Jean-Michel Liadé Gnonka
Jean-Michel Liadé Gnonka (né le 20 juillet 1980 à Ouagadougou en République de Haute-Volta, aujourd'hui Burkina Faso) est un footballeur international burkinabé, qui évolue au poste de défenseur.

## Biographie

### Carrière en sélection
Avec l'équipe du Burkina Faso, il dispute 29 matchs (pour aucun but inscrit) entre 1998 et 2004. Il figure notamment dans le groupe des sélectionnés lors des Coupes d'Afrique des nations de 1998, de 2000 et de 2004.

## Palmarès
| AS Faso-Yennenga - Coupe de l'UFOA (1) : - Vainqueur : 1999. - Championnat du Burkina Faso (1) : - Champion : 1999. - Supercoupe du Burkina Faso : - Finaliste : 1999. |  | Étoile Filante - Coupe du Burkina Faso (1) : - Vainqueur : 2006. - Supercoupe du Burkina Faso (1) : - Vainqueur : 2006. |